# Vère
A Vère folyó Franciaország területén az Aveyron bal oldali mellékfolyója.

## Földrajzi adatok
Tarn megyében ered és Bruniquel-nél torkollik be az Aveyronba. Hossza 53,2 km.

## Megyék és városok a folyó mentén
- Tarn: Noailles, Cahuzac-sur-Vère, Larroque.
- Tarn-et-Garonne: Bruniquel